# ماري أنجيلا ديكنز
ماري أنجيلا ديكنز (بالإنجليزية: Mary Angela Dickens)‏ (31 أكتوبر 1862 في المملكة المتحدة - 7 فبراير 1948، هيتشن في المملكة المتحدة)؛ كاتِبة وروائية بريطانية.